# Broadwell
Broadwell és una població dels Estats Units a l'estat d'Illinois. Segons el cens del 2000 tenia 169 habitants.

## Demografia
Segons el cens del 2000, Broadwell tenia 169 habitants, 70 habitatges, i 46 famílies. La densitat de població era de 343,4 habitants/km².
Dels 70 habitatges en un 27,1% hi vivien nens de menys de 18 anys, en un 58,6% hi vivien parelles casades, en un 7,1% dones solteres, i en un 32,9% no eren unitats familiars. En el 25,7% dels habitatges hi vivien persones soles el 7,1% de les quals corresponia a persones de 65 anys o més que vivien soles. El nombre mitjà de persones vivint en cada habitatge era de 2,41 i el nombre mitjà de persones que vivien en cada família era de 2,94.
Per edats la població es repartia de la següent manera: un 20,7% tenia menys de 18 anys, un 8,9% entre 18 i 24, un 32,5% entre 25 i 44, un 24,9% de 45 a 60 i un 13% 65 anys o més.
L'edat mediana era de 38 anys. Per cada 100 dones de 18 o més anys hi havia 97,1 homes.
La renda mediana per habitatge era de 40.000 $ i la renda mediana per família de 40.000 $. Els homes tenien una renda mediana de 40.469 $ mentre que les dones 23.750 $. La renda per capita de la població era de 19.911 $. Aproximadament el 8,3% de les famílies i el 8,5% de la població estaven per davall del llindar de pobresa.

## Poblacions més properes
El següent diagrama mostra les poblacions més properes.